# Oasi Le Mortine
L'oasi Le Mortine è  situata al confine tra Molise e Campania, nei comuni di Venafro e Capriati a Volturno. 110 ettari di proprietà dell'Enel contigui all'impianto idroelettrico "Presa Volturno", realizzato negli anni cinquanta, sono stati affidati in gestione nel 1999 al WWF Italia: insieme ad altri 15 ettari di un'isola demaniale fluviale e a un piccolo lago artificiale costituiscono gli oltre 125 ettari dell'area di interesse naturalistico de Le Mortine. La Riserva Naturale Le Mortine è gestita dall'associazione Pianeta Terra Onlus, la direzione operativa è coordinata da Mario Caniglia.

## Storia
L'area si trova al confine settentrionale di quello che era la riserva reale di caccia dei Borboni nel Bosco di Torcino ricadente nel territorio del comune di Ciorlano.
Nel 1987 si costituì il Gruppo locale del WWF, che comincia a interessarsi all'area. L'affidamento dell'Oasi in gestione al WWF Italia risale al 1999, ma è solo il 24 giugno 2001 che Fulco Pratesi può inaugurare l'oasi, all'epoca in gestione commissariale a cura dell'Ente Parco del Matese. Dal 2007 la gestione dell'oasi naturalistica è stata affidata all'Associazione Pianeta Terra Onlus .
L'Oasi ricade all'interno della zona di protezione speciale "Le Mortine" (cod. ZPS: IT8010030) e nel sito di interesse comunitario "Fiumi Volturno e Calore Beneventano" (cod. SIC: IT8010027).

## Territorio
Situata lungo il breve tratto del fiume Volturno che segna il confine tra Molise e Campania, l'Oasi Le Mortine occupa una lanca fluviale artificiale, creatasi in seguito alla costruzione di uno sbarramento per la produzione idroelettrica.
In quest'area, compresa tra le Mainarde e il Matese, il Volturno penetra una fitta coltre boschiva igrofila, frazionata dai rami secondari del fiume che circoscrivono isole impenetrabili dalle caratteristiche uniche; in corrispondenza dello sbarramento Enel si allarga, e le sue acque lente favoriscono lo sviluppo di un canneto che borda anche le sponde del bacino di regolazione. La vegetazione che un tempo abbracciava l'intero corso del fiume è, in questo tratto, ancora ben conservata: si possono osservare tipici popolamenti ripariali formati da esemplari idrofiti ed elofiti, da vegetazione di greto, da arbusteto e, soprattutto, da bosco igrofilo.

## Flora
L'insieme degli ambienti acquatici è circondato da uno dei bosco igrofilo (salici, pioppi, ontani) meglio conservati d'Italia, originariamente di circa 100 ettari e ormai intaccato da tagli indiscriminati, di cui l'oasi rappresenta un frammento intatto da almeno 50 anni.
Il canneto a Phragmites australis e il tifeto bordano le ripide rive dell'invaso di regolazione Enel e si sviluppano in piccoli lembi nel contiguo bacio antistante lo sbarramento del Volturno.
Nei fossi e nei canali che tagliano il bosco e nei specchi d'acqua effimeri è presente flora semisommersa: giunco, sparto, nasturzio e veronica.
I salici affondano le loro radici nel greto creando isole di vegetazione che contrastano l'erosione; il salice da ceste, il salice rosso e il salice bianco dominano il bosco allagato insieme al pioppo bianco e all'ontano nero.
Nei margini esterni più asciutti compaiono ornielli, olmi, aceri campestri e qualche esemplare di farnia, residuo delle antiche selve planiziali che si estendevano sulla Piana di Venafro.

## Fauna
Il bacino lacustre e il bosco costituiscono l'habitat ideale di una fauna acquatica diversificata, soprattutto in inverno e nelle stagioni di passo, grazie alla loro posizione sulle rotte migratorie: in primavera vi nidificano germani reali e gallinelle d'acqua, folaghe e svassi maggiori; vi svernano moriglioni, fischioni, alzavole, marzaiole, morette, codoni, e ancora, l'airone cenerino, l'airone rosso, e la garzetta, il tarabusino e il cavaliere d'Italia.
Tra i rapaci si incontrano il nibbio bruno, la poiana, l'astore e il gufo di palude.
Abbondano le specie ittiche.

## Attività e strutture ricettive
Nell'oasi sono presenti un giardino botanico, stagni didattici,, percorsi Natura, capanni per bird watching, aree pic-nic attrezzate, percorsi ciclabili; è possibile inoltre noleggiare bici e fare passeggiate a cavallo,